# Anders Fogh Rasmussen
Pour les articles homonymes, voir Rasmussen.
Anders Fogh Rasmussen, né le 26 janvier 1953 à Ginnerup, est un homme d'État danois.
Nommé Premier ministre le 27 novembre 2001, il démissionne de ses fonctions le 5 avril 2009, après sa nomination, à la fonction de secrétaire général de l'OTAN, intervenue lors du sommet de l'OTAN Strasbourg-Kehl 2009. Il prend ses nouvelles fonctions le 1er août 2009, succédant au Néerlandais Jaap de Hoop Scheffer. Il est remplacé le 1er octobre 2014 par le Norvégien Jens Stoltenberg.

## Biographie

### Formation et débuts en politique
Il a dans ses jeunes années été le sosie du chanteur français Sacha Distel.
Économiste de formation il entre au parlement danois à 25 ans en 1978. Il est plusieurs fois ministre dans le gouvernement conservateur de Poul Schlüter (1982-1993), puis devient en 1998 président du parti libéral Venstre. Qualifié de personne « ne souriant que peu souvent » et « au contact direct pouvant aller jusqu'à la brutalité, » sa perception d'homme « de gauche » est très limitée, il est davantage considéré comme un libéral « foncièrement américanophile ».

### Premier ministre
Il prend en 2001 la tête d'une coalition de centre-droit constituée de son parti libéral et du Parti populaire conservateur (Det Konservative Folkeparti en danois) qui a pris le pouvoir en 2001 avec le soutien du Parti populaire danois (extrême droite) et qui a été réélue en février 2005 et en novembre 2007. Son gouvernement a adopté des mesures restrictives contre l'immigration en provenance de pays ne faisant pas partie de l'espace économique européen (en visant plus particulièrement les demandeurs d'asile et les mariages arrangés) et a gelé les taux d'imposition. Il a écrit plusieurs livres sur la taxation et la structure gouvernementale. De manière générale, Rasmussen est favorable à la libéralisation de l'économie, aux privatisations et pour un État de taille limitée.
Il succède dans cette fonction à Poul Nyrup Rasmussen, et après sa démission, est remplacé par Lars Løkke Rasmussen.

### Réformes fiscales et administratives
Pendant son mandat, certaines taxes ont baissé, mais les membres conservateurs de sa coalition ont réclamé encore plus de baisses d'impôts à plusieurs reprises. Il a également effectué une réforme administrative qui a diminué le nombre de communes et remplacé les treize comtés par cinq régions.

### Politique étrangère
Très impliqué en politique étrangère, on lui doit à l'issue de la présidence danoise de l'Union européenne lors du Conseil européen de Copenhague en 2002, l'extension de l'Union aux pays de l'Est. Proche de l'administration Bush, il soutiendra en 2003 la guerre en Irak en y envoyant des troupes danoises, mettant fin à près de 100 ans de non engagement militaire du pays. Il soutiendra la détention contestée de terroristes présumés à Guantánamo. Sous son gouvernement, le Danemark sera l'un des premiers pays à envoyer des troupes en Afghanistan, faisant du Danemark le premier contributeur de l'Otan par le nombre de soldats impliqués rapporté à la population (et celui qui a subi le plus de pertes proportionnellement à sa population).

### Secrétaire général de l'OTAN
Anders Fogh Rasmussen est candidat au poste de Secrétaire général de l'Alliance atlantique pour la première fois en 1995, mais Jacques Chirac qui voit en lui « l'homme des Américains » met son veto.
Il est choisi pour remplacer Jaap de Hoop Scheffer au poste de secrétaire général de l'OTAN lors du sommet de Strasbourg-Kehl le 4 avril 2009, avec entre autres le soutien de la France, de l'Allemagne, du Royaume-Uni et des États-Unis ; à cette occasion, la Turquie exprime ses réticences envers cette candidature, notamment en raison de la gestion de Rasmussen des caricatures controversées de Mahomet publiées en 2005 dans un journal danois. Avant cette nomination, il était candidat à la présidence du Conseil européen, finalement remportée par Van Rompuy ; son désistement à la candidature venait précisément de cette nomination au secrétariat général de l'OTAN[réf. nécessaire].
Selon les révélations de WikiLeaks, les États-Unis l'auraient fait espionner en 2009, par l'intermédiaire d'un membre de son entourage et mis sur écoute.
En mars 2014, après l'approbation par référendum du rattachement de la Crimée à la Russie, il avertit que l'Alliance ne reconnaitra pas une « annexion illégale et illégitime », issue d'une « agression militaire » où il voit l'expression d'une stratégie plus large visant à « maintenir l'instabilité [...] pour empêcher les pays de la région de chercher à intégrer la communauté euro-atlantique ». Face à ce qu'il considère comme « la plus grave menace à la sécurité et à la stabilité de l'Europe depuis la fin de la Guerre froide », il insiste sur les moyens nécessaires pour « tenir tête aux tyrans du monde », en utilisant « la force non en priorité mais en dernier ressort ». Sa dernière intervention à la tête de l'OTAN a lieu lors du sommet de Newport, au Pays-de-Galles, en septembre 2014.

### Employé de Goldman Sachs
Anders Fogh Rasmussen crée après son passage à la tête de l'OTAN un cabinet de conseil, le Rasmussen Global, et enchaîne les conférences tarifées (quarante mille dollars la prestation de base) par l’intermédiaire d’une société domiciliée en Andorre.
En août 2015, il est embauché par la banque d'affaires Goldman Sachs.

### Vie privée
Il est marié à Anne-Mette Rasmussen et a trois enfants. Il parle couramment l'anglais et il a une bonne connaissance du français,. Il est propriétaire d'un mas près de Sète.

## Distinctions
- Commandeur grand-croix de l'ordre royal de l'Étoile polaire
- Ordre de la Croix de Terra Mariana de première classe